# Nguyễn Văn Huân
Nguyễn Văn Huân (?-1946) là một nhà cách mạng và liệt sĩ Việt Nam.

## Thân thế cuộc đời
Trước khởi nghĩa Nam Kỳ, ông là đảng viên Đảng Cộng sản Đông Dương ở quận Mỏ Cày, tỉnh Bến Tre. Khi khởi nghĩa Nam Kỳ thất bại, chính quyền thực dân Pháp đàn áp, ông sống bí mật và lẩn trốn nhiều nơi. Đầu năm 1941, ông trốn xuống vùng Bạc Liêu và xin vào làm lính Thủ hộ (Garde Civile Locale) ở Thành Bạc Liêu để che giấu thân phận.
Thời gian làm lính Thủ hộ, ông bắt liên lạc được với ông Trang Văn Tỷ, cũng là một đảng viên, người làng Long Thạnh, quận Vĩnh Lợi, Bạc Liêu và đang làm thợ sửa chữa và chăm sóc xe cộ cho trại. Hai ông vận động thêm một lính Thủ hộ khác là Lâm Mậu Thanh và kết nạp vào Đảng, đồng thời bí mật liên hệ được với cấp trên và thành lập "Chi bộ đặc biệt" ngay trong trại lính Thủ hộ vào đầu năm 1943, do ông Trang Văn Tỷ làm Bí thư.
Sau khi Nhật đảo chính Pháp ngày 9 tháng 3 năm 1945, cơ lính Thủ hộ được người Nhật tiếp quản và cải thành Vệ binh Cộng hòa. Ông cùng ông Trang Văn Tỷ bắt được liên lạc với tổ chức đảng bên ngoài, chuẩn bị lực lượng tham gia giành chính quyền tại Bạc Liêu khi thời cơ đến. Các ông còn vận động được ông Đinh Công Thưởng, đóng lon Quản (Adjudant, tương đương Thượng sĩ), nên còn gọi là Quản Thưởng, ra làm Chỉ huy trưởng đơn vị Cộng hoà vệ binh của Nhật và thành lập tổ chức "Binh lính Cứu Quốc", phối hợp với lực lượng Thanh niên Tiền phong tăng cường luyện tập quân sự, củng cố đội ngũ chuẩn bị sẵn sàng tham gia nổi dậy giành chính quyền.
Sau khi giành được chính quyền, Ủy ban Hành chính cách mạng tỉnh Bạc Liêu cho thành lập Đại đội Cộng hòa Vệ binh, làm đơn vị lực lượng vũ trang nòng cốt của tỉnh. Đại đội có quân số đủ 100 quân, với nòng cốt là lực lựng Binh lính Cứu Quốc, do ông Đinh Công Thưởng làm Đại đội trưởng, ông Trang Văn Tỷ làm Bí thư, kiêm Chính trị viên đại đội, các ông Nguyễn Văn Huân, Hứa Bá Lộc, Lâm Mậu Thanh và Lâm Ngọc Em làm Đại đội phó và Trung đội trưởng.
Năm 1946, khi quân Pháp nổ súng tái chiếm Nam Bộ và đánh mở rộng đến vùng Bạc Liêu, ông bấy giờ là Trung đội trưởng đơn vị Vệ quốc Đoàn của tỉnh. Trong trận đánh tàu tại kinh xáng Cái Ngay, khi tàu Pháp lọt vào tầm phục kích, đơn vị đang nổ súng quyết liệt, ông phát hiện trên tàu có nhiều người dân bị bắt chở theo, ông ra trước trận địa làm hiệu lệnh ngưng nổ súng nhưng bị lạc đạn hy sinh.

## Vinh danh
Sau khi ông hy sinh, người dân địa phương đã lấy tên ông đặt cho Trung đội Vệ quốc đoàn mà ông từng chỉ huy: Trung đội Nguyễn Huân. Chính quyền Việt Nam Dân chủ Cộng hòa cũng công nhận danh hiệu liệt sĩ cho ông và đặt tên ông được đặt cho một đơn vị hành chính cấp xã, được công nhận chính thức sau ngày Việt Nam thống nhất: xã Nguyễn Huân, huyện Đầm Dơi ngày nay.